# (22348) Schmeidler
(22348) Schmeidler – planetoida z pasa głównego asteroid okrążająca Słońce w ciągu 3 lat i 161 dni w średniej odległości 2,28 j.a. Została odkryta 24 września 1992 roku w Karl Schwarzschild Observatory w Tautenburgu przez Lutza Schmadela i Freimuta Börngena. Nazwa planetoidy pochodzi od Felixa Schmeidlera (ur. 1920), profesor Uniwersytetu w Monachium oraz wieloletniego astronoma Obserwatorium Monachijskiego. Została zaproponowana przez Lutza Schmadela. Przed nadaniem nazwy planetoida nosiła oznaczenie tymczasowe (22348) 1992 SA17.